# ギラギラRomantic
「ギラギラRomantic」（ぎらぎらロマンティック）は、男性4人組ダンスユニットLeadが2009年8月5日に発売した16枚目のシングルである。

## 概要
前作「Sunnyday」から1年ぶりのシングル。表題曲の作曲はチェッカーズなどを手掛けた芹澤廣明が担当した。
CD+DVD仕様での永続発売。AKIRA ver.、SHINYA ver.、KEITA ver.、HIROKI ver.の4種類があり、ジャケット、CDの3曲目が全て異なる。
3曲目にはメンバーのソロ楽曲を初収録。メンバーそれぞれが作詞を手がけている。なお、KEITAはSHINYAとの共作、HIROKIは作曲も手がけている。
特製スリーブケース・プレミアムイベント応募券封入。
本作から年に1枚、毎年夏、複数パターンでの発売が続くことになる。
FLIGHT MASTERからの発売は本作をもって最後となる。

## 収録曲

### CD
※3曲目については規格番号順に記す。
1. ギラギラRomantic
（作詞：leonn / 作曲：芹澤廣明 / 編曲：渡辺徹×日比野裕史）
2. High テンション DAY
（作詞：Lead / 作曲：本山清治、Lead / 編曲：本山清治）
3. Stay with me / AKIRA
（作詞：鍵本輝 / 作曲、編曲：本山清治）
AKIRA ver.のみ収録。
4. Follow Me / SHINYA
（作詞：SHINYA / 作曲・編曲：DJ TAKU）
SHINYA ver.のみ収録。
5. You're the only one / KEITA
（作詞：古屋敬多、SHINYA / 作曲、編曲：本山清治）
KEITA ver.のみ収録。
6. 君 〜さくら〜 / HIROKI
（作詞、作曲：中土居宏宜 / 編曲：本山清治）
HIROKI ver.のみ収録。
7. ギラギラRomantic (Instrumental)

### DVD
1. ギラギラRomantic (PV)
2. PV撮影ドキュメント
3. ギラギラRomantic ダンス講座

## 販売形態
| 形態        | 規格番号   | 3曲目                                | 備考                                                       |
| ----------- | ---------- | ------------------------------------ | ---------------------------------------------------------- |
| AKIRA ver.  | PCCA-02966 | Stay with me（AKIRAソロ楽曲）        | CD+DVD。特製スリーブケース・プレミアムイベント応募券封入。 |
| SHINYA ver. | PCCA-02967 | Follow Me（SHINYAソロ楽曲）          | CD+DVD。特製スリーブケース・プレミアムイベント応募券封入。 |
| KEITA ver.  | PCCA-02968 | You're the only one（KEITAソロ楽曲） | CD+DVD。特製スリーブケース・プレミアムイベント応募券封入。 |
| HIROKI ver. | PCCA-02969 | 君 〜さくら〜（HIROKIソロ楽曲）      | CD+DVD。特製スリーブケース・プレミアムイベント応募券封入。 |